# Peter Schoknecht
Peter Schoknecht (* 27. Juli 1959) ist ein ehemaliger Fußballspieler, der in den 1980er Jahren für Stahl Brandenburg und den 1. FC Union Berlin in der DDR-Oberliga spielte.

## Sportliche Laufbahn

### Stahl Brandenburg
Bis zu seiner Einberufung zum Wehrdienst spielte Schoknecht bei der Betriebssportgemeinschaft Traktor Gnoien in der drittklassigen DDR-Bezirksliga Neubrandenburg. Während seiner Armeezeit konnte Schoknecht weiter in derselben Liga bei der Armeesportgemeinschaft Vorwärts Löcknitz Fußball spielen. Nach der Entlassung aus der Armee schloss er sich 1980 dem Zweitligisten BSG Stahl Brandenburg an. In der Saison 1981/82 wurde er mit zwölf Punktspieltreffern bester Torschütze seiner Mannschaft. 1982/83 wurde er mit Stahl Brandenburg Staffelsieger in der DDR-Liga, die Mannschaft verpasste jedoch in der Qualifikationsrunde den Aufstieg in die DDR-Oberliga. Von den acht Qualifikationsspielen bestritt Schoknecht sieben Begegnungen, in denen er zwei Tore schoss. Ein Jahr später erreichte die BSG Stahl auch dank der 13 Punktspieltore von Schoknecht, der damit Torschützenkönig der Ligastaffel B wurde, erneut die Aufstiegsrunde und konnte sich diesmal durchsetzen. Schoknecht war bei allen acht Spielen dabei und erzielte erneut zwei Treffer.
In seiner ersten Oberligasaison kam Schoknecht zwar in 24 der 26 Erstligapunktspiele zum Einsatz, kam aber meistens nur als Einwechselspieler aufs Feld. Nur in neun Begegnungen stand er in der Startelf. Am letzten Spieltag der Hinrunde erzielte er im Spiel bei Stahl Riesa (2:0) seinen ersten Oberligatreffer. Treffsicherer zeigte sich Schoknecht in der Spielzeit 1985/86, in der er als bester Stahl-Torschütze auf sechs Punktspieltore kam. Er erreichte 23 Oberliga-Einsätze, in denen er stets als Stürmer spielte und 16-mal von Beginn an eingesetzt wurde. 1986/87 gab Trainer Peter Kohl von Saisonbeginn an dem vier Jahre jüngeren Nachwuchsnationalspieler Jan Voß den Vorzug gegenüber Schoknecht, den er in der Folge nur noch als Ersatzspieler behandelte. Bis zur Winterpause war Schoknecht nur in zwei Punktspielen in der Startelf, in weiteren neun Oberligaspielen wurde er nur eingewechselt. Allerdings kam Schoknecht in allen vier Spielen im UEFA-Pokal-Wettbewerb 1986/87, für den sich die BSG Stahl mit dem Oberligaplatz fünf in der Vorsaison qualifiziert hatte, zum Einsatz. Nachdem er in der Rückrunde überhaupt nicht mehr eingesetzt worden war, verließ Schoknecht Stahl Brandenburg noch vor dem Saisonende und wechselte im Mai 1987 zum Oberligisten 1. FC Union Berlin, was ihm eine viermonatige Sperre einbrachte.

### 1. FC Union Berlin

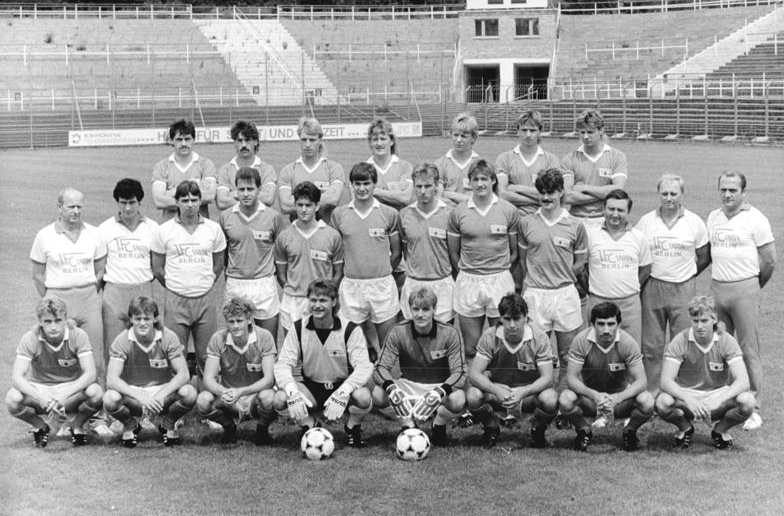
Schoknecht (hintere Reihe, Erster von links) auf dem Mannschaftsbild von Union Berlin 1988/89

Sein erstes Oberligaspiel für Union konnte Schoknecht erst am 7. Spieltag der Saison 1987/88 (26. September) bestreiten. Zunächst im Angriff eingesetzt, fand er im Laufe der Saison seinen Stammplatz im Mittelfeld und kam schließlich auf 20 Punktspieleinsätze mit zwei Torerfolgen. Da Schoknecht in der Rückrunde der Saison 1988/89 mehrere Aussetzer hatte, kam er in seiner zweiten Berliner Spielzeit nur auf 19 Punktspiele (torlos). Am Saisonende musste Union aus der Oberliga absteigen. In der DDR-Liga-Saison 1989/90 bestritt Schoknecht in der Hinrunde sieben Punktspiele, davon nur eins von Beginn an.

### Letzte Vereine
Zu Beginn des Jahres 1990, wieder im Verlauf einer Fußballsaison, wechselte Schoknecht zur BSG Chemie Böhlen, die wie der 1. FC Union in der DDR-Liga spielte, allerdings in der Parallelstaffel „B“. In den verbleibenden 17 Punktspielen wurde Schoknecht 14-mal aufgeboten und hatte damit zusammen mit seinen zwei Ligatoren maßgeblichen Anteil am Aufstieg der Mannschaft in die Oberliga.
Als 31-Jähriger wurde Schoknecht aus Altersgründen bei der Fusion von Chemie Böhlen mit der BSG Chemie Leipzig zum FC Sachsen Leipzig nicht mehr für den neuen Kader berücksichtigt. Zu Beginn der Saison 1990/91 wechselte er zum Zweitligaverein Stahl Hennigsdorf und spielte dort bis zum Sommer 1992. Zu diesem Zeitpunkt meldete sich der SV Stahl aus wirtschaftlichen Gründen aus der inzwischen drittklassigen NOFV-Oberliga ab und der Kader fiel auseinander. Schoknecht konnte sich dem SV Lichtenberg 47 anschließen, der in der viertklassigen Verbandsliga Berlin vertreten war. Dort beschloss er schließlich seine Laufbahn als Leistungssportler.